# Солоная (приток Дона)
Солоная (устар. Солон) — река в России, протекает по Суровикинскому и Чернышковскому районам Волгоградской области. Правый приток Дона, впадает в Цимлянское водохранилище.

## География
Солоная начинается примерно в 10 км южнее города Суровикино и течёт на юг. На реке находятся хутора Сысоевский (ниже него река запружена дважды), Нижнесолоновский, Верхнесолоновский, Пещеровский, Черновский и Пристеновский. Впадает в Цимлянское водохранилище в 426 км от устья Дона, около хутора Водяновский. Длина реки 36 км, площадь водосборного бассейна — 385 км².

## Данные водного реестра
По данным государственного водного реестра России относится к Донскому бассейновому округу, водохозяйственный участок реки — Дон от города Калач-на-Дону до Цимлянского гидроузла, без реки Чир, речной подбассейн реки — Дон между впадением Хопра и Северского Донца. Речной бассейн реки — Дон (российская часть бассейна).
Код объекта в государственном водном реестре — 05010300912107000010158.